# Ejército Rojo Unido
El Ejército Rojo Unido (連 合 赤 軍, Rengō Sekigun) fue una organización militante que operó en Japón entre julio de 1971 y marzo de 1972. El grupo se formó como resultado de una fusión que comenzó el 13 de julio de 1971 entre dos grupos extremistas, la Facción del Ejército Rojo marxista-leninista-maoísta (赤 軍 派, Sekigunha), dirigida en 1971 por Tsuneo Mori, y la Izquierda Revolucionaria marxista reformada, también conocido como Grupo de Lucha Conjunta del Tratado Contra la Seguridad de Keihin (京 浜 安 保 共 闘, Keihin Anbo Kyoutou) dirigido por Hiroko Nagata. El grupo tenía la intención de perturbar el sistema político japonés para permitir el surgimiento del comunismo en el estado. El Ejército Rojo Unido llega a su fin repentinamente con el incidente de Asama-Sanso, un asedio de nueve días y una situación de rehenes que ocurrió en una posada cerca del escondite de montaña del grupo en la prefectura de Nagano en febrero de 1972. Este evento fue ampliamente publicitado, y los televidentes de todo Japón pudieron ver el tiroteo entre los radicales y la policía antidisturbios en la televisión.